# Jonas Kubilius

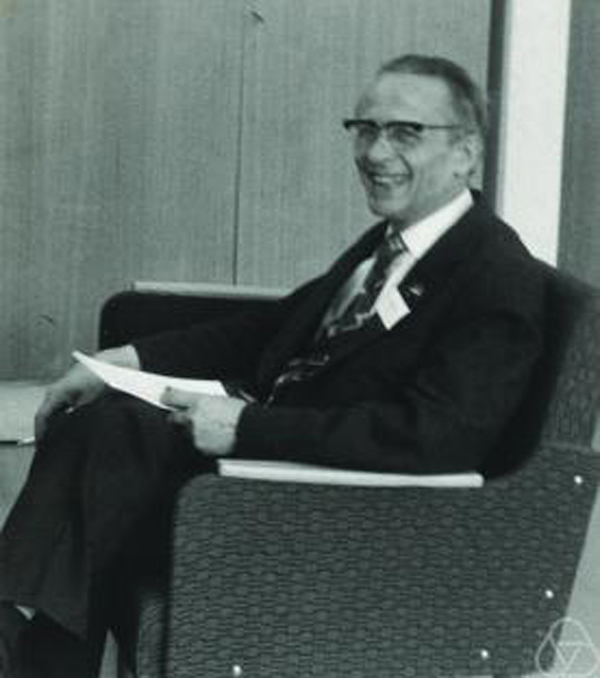
Jonas Kubilius

Jonas Kubilius (* 27. Juli 1921 in Fermos, Bezirk Tauragė, jetzt Rajongemeinde Jurbarkas, Litauen; † 30. Oktober 2011) war ein litauischer Mathematiker, der sich mit Wahrscheinlichkeitstheorie und Zahlentheorie beschäftigte.

## Leben
Kubilius studierte 1940 bis 1946 an der Universität Vilnius und promovierte 1951 bei Juri Linnik an der Staatlichen Universität Leningrad (Geometrie der Primzahlen). Danach war er Dozent in Vilnius. 1957 wurde er am Steklow-Institut in Moskau habilitiert (russischer Doktortitel) und wurde 1958 Professor und Rektor der Universität in Vilnius. Rektor blieb er bis 1991, auch danach lehrte er aber weiter als Professor.
Während seiner Zeit als Rektor konnte er, unterstützt durch sein internationales Ansehen, die Verwendung der litauischen Sprache an der Universität fördern und „Russifizierungs“-Tendenzen entgegenwirken. Seit 1952 war er auch an der Litauischen Akademie der Wissenschaften und kurzzeitig auch Leiter von deren 1956 neu gegründeter Mathematikabteilung, bevor er sein Rektorenamt an der Universität antrat. In seinen letzten Lebensjahren war er leitender Wissenschaftler am Institut für Mathematik und Informatik, das früher zur Akademie gehörte, heute aber unabhängig ist.
Wissenschaftlich betätigte sich Kubilius vor allem auf dem Gebiet der probabilistischen Zahlentheorie (statistische Theorie arithmetischer Funktionen), wo mit seinem Namen insbesondere die auf Paul Turán und ihn zurückgehende Ungleichung von Turán-Kubilius verbunden ist.
Seit 1962 war er Mitglied der Litauischen Akademie der Wissenschaften. Er war Präsident der litauischen mathematischen Gesellschaft. 1992 bis 1996 war er Mitglied des litauischen Parlaments. Die Universitäten Greifswald, Prag, Salzburg und die Universität Lettlands verliehen Kubilius Ehrendoktorwürden. Er war Träger des Ordens des litauischen Großherzogs Gediminas.
Jonas Kubilius starb am 30. Oktober 2011 und wurde auf dem Vilniusser Friedhof Antakalnis beerdigt.

## Ehrungen
- Ehrendoktorwürde der Universität Greifswald, 1981[3]
- Ehrendoktorwürde der Universität Lettlands, 1989
- Ehrendoktorwürde der Universität Salzburg, 1992
- Ehrenbürger von Vilnius, 2006

## Schriften
- Probabilistic methods in the theory of numbers, American Mathematical Society Translations 1962, 5. Auflage 1997
- Probability theory and mathematical statistics, Vilnius University Press 1979, 2. Auflage 1996
- Limit theorems, Vilnius University Press 1998